# Monte xerófilo del macizo del Tibesti y el monte Uweinat
El monte xerófilo del macizo del Tibesti y el monte Uweinat es una ecorregión de la ecozona paleártica, definida por WWF, que se extiende por varias zonas montañosas del este del desierto del Sahara, en Chad, Egipto, Libia y Sudán.

## Descripción
Es una ecorregión de desierto que ocupa 82.200 kilómetros cuadrados en dos áreas montañosas aisladas en el centro-este del Sahara: el macizo del Tibesti, situado entre Chad y Libia, y el monte Uweinat, en la frontera común de Libia, Egipto y Sudán. El Tibesti es un grupo de siete volcanes inactivos que se alzan hasta los 3.415 m s. n. m. El monte Uweinat, más pequeño y menos extenso, no llega a los 2.000 m.
La ecorregión ha sido muy poco explorada debido a la inestabilidad política en Chad y Libia.

## Fauna
Varios antílopes en peligro de extinción habitan en la región, como el addax (Addax nasomaculatus) y el orix blanco (Oryx dammah).

## Estado de conservación
Relativamente estable/Intacto.